# Japanse spleetvin
De Japanse spleetvin (Synagrops japonicus) is een baarsachtige uit het geslacht Synagrops.

## Leefomgeving
De Japanse spleetvin is een zoutwatervis. In brakwater is de soort nog nooit aangetroffen. De vis prefereert een diepwaterklimaat en heeft zich verspreid over de Grote- en Indische Oceaan. De diepteverspreiding is 100 tot 800 meter onder het wateroppervlak.

## Relatie tot de mens
De Japanse spleetvin is voor de visserij van aanzienlijk commercieel belang. In de hengelsport wordt er weinig op de vis gejaagd.